# Hannah Flagg Gould

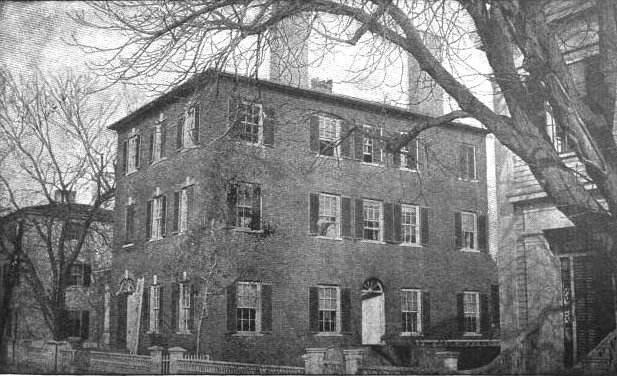
Wohnhaus von Hannah Flagg Gould Newburyport, MA

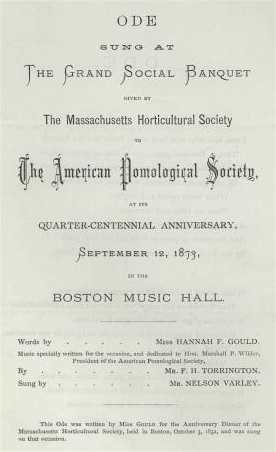
Ode, vorgetragen auf dem Großen Bankett der Massachusetts Horticultural Society zum 25. Jubiläum der American Pomological Society, 12. September 1873, Text von Hannah Flagg Gould

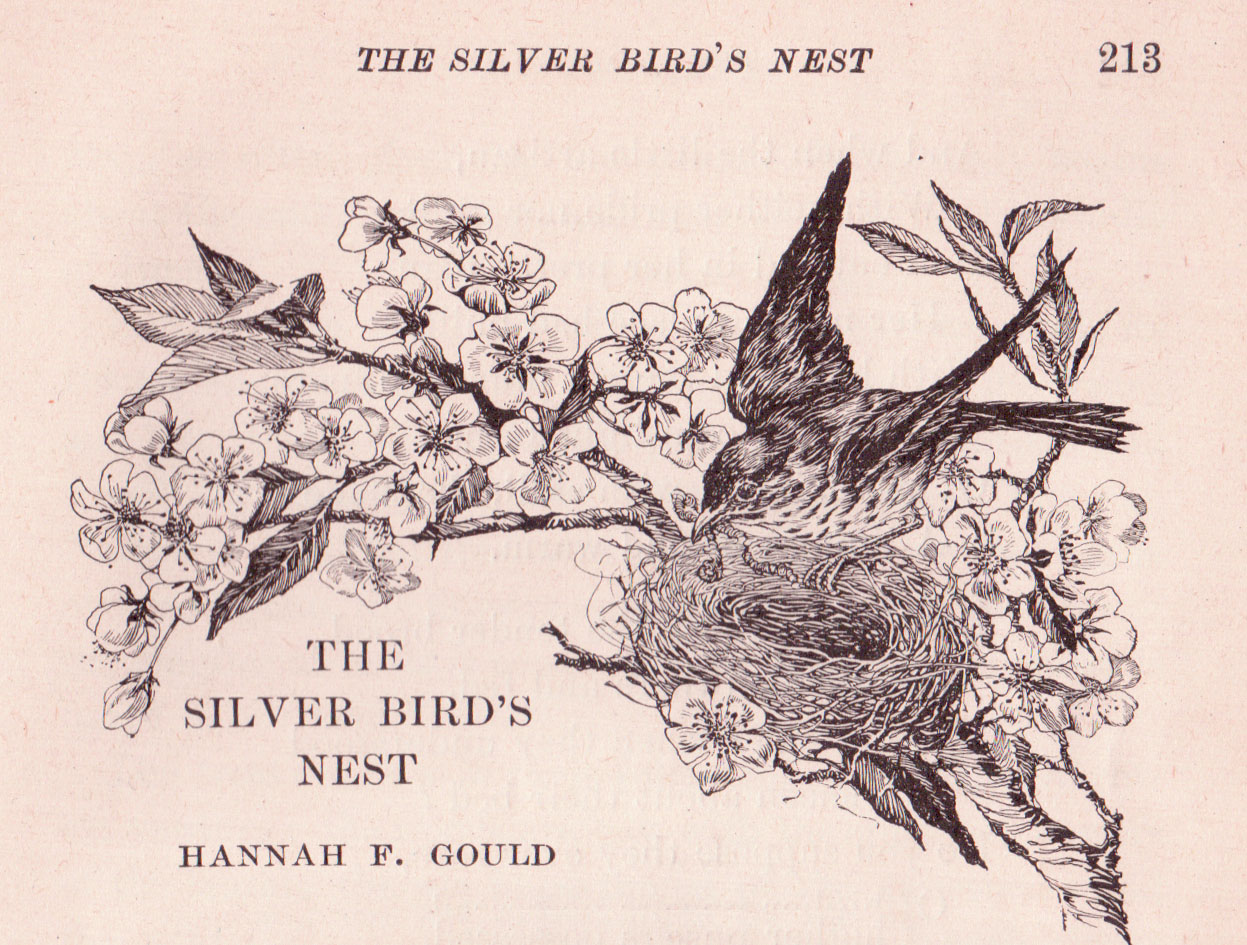
Illustration zum Gedicht The Silver Bird's Nest von Hannah F. Gould, in: Sherman Williams: Williams's Choice Literature Book 4

Hannah Flagg Gould (* 3. September 1789 in Lancaster, Massachusetts; † 5. September 1865 in Newburyport, Massachusetts) war eine US-amerikanische Dichterin des 19. Jahrhunderts. Ihr Vater war Soldat im Amerikanischen Unabhängigkeitskrieg gewesen, und nach dem Tod ihrer Mutter wurde sie seine ständige Begleiterin, was den Patriotismus ihrer frühen Verse erklärt. Fast alle von ihnen erschienen ursprünglich in Jahrbüchern, Magazinen und anderen Sammelwerken, und ihre Beliebtheit zeigte sich im anschließenden Verkauf mehrerer Sammelausgaben. Als Höhepunkt ihrer Lyrik wurde das Gedicht A Name in the Sand benannt.

## Leben
Hannah Flagg Gould wurde als eines von zehn Kindern von Benjamin Gould (1751–1841) und Grizzell „Griselda“ Gould. Sie wurde nach ihrer Großmutter Hannah (Pitson) Flagg benannt. Außer ihr erhielten zwei weitere Geschwister Flagg als zweiten Vornamen, John Grizzel und Gershom. Die anderen sechs waren Esther, Benjamin, Apthorp, Rebecca, Sarah, Mary und Elizabeth.
Während ihrer Kindheit zog die Familie nach Newburyport, Massachusetts. Der Vater gehörte zu der kleinen Kompanie, die in der ersten Schlacht des Amerikanischen Revolutionskriegs kämpfte, und blieb bis zum Ende in der Armee. In The Scar of Lexington, The Revolutionary Soldier's Request, The Veteran and the Child und einigen anderen Stücken könnte sie sich auf ihn bezogen haben. Goulds Lebensgeschichte war in besonderem Maße mit der ihres Vaters verbunden: Sie war viele Jahre vor seinem Tod seine Haushälterin und seine ständige Begleiterin.
Schon früh in ihrer Karriere schrieb sie für verschiedene Zeitschriften, und 1832 wurden ihre poetischen Werke in einem ersten Band gesammelt. 1835 und 1841 erschienen ein zweiter und ein dritter Band, jeweils mit dem einfachen Titel Poems. 1846 sammelte sie einen Band mit ihren Prosawerken unter dem Titel Gathered Leaves („Gesammelte Blätter“).
Zu ihrer Zeit war sie als Autorin zahlreicher Gedichte und Prosaskizzen und einem weiten Themenspektrum weithin bekannt, und Schulkinder trugen ihre Texte vor. The Mastodon (1847) ist ein Gedicht über Paläontologie, Jack Frost stellt seine lustigen Streiche in den Vordergrund, das anerkannte A Name in the Sand ist ein moralisches Gedicht gegen die Selbstüberschätzung korrigieren sollte.
Die American Unitarian Association schrieb 1912 über Gould: „Her independence of thought sometimes led to her being classified as «strong-minded», a term that in those days was not infrequently applied to women of originality; but, as she was a literary woman, Newburyport easily forgave the fact of her ability to think for herself. Eccentric she undeniably was, but she was kind-hearted as well, and her talents were appreciated.“
Gould führte ein ruhiges und gastfreundliches Leben ohne jemals den Wohnsitz zu wechseln. Sie starb 1865.
Ein zeitgenössischer Rezensent im Christian Examiner beschrieb ihre Lyrik so:

„[It was] impossible to find fault. It is so sweet and unpretending, so pure in purpose and so gentle in expression that criticism is disarmed of all severity and engaged to say nothing of it but good. It is poetry for a sober, quiet, kindly-affectioned Christian heart. It is poetry for a united family circle in their hours of peace and leisure. For such companionship it was made, and into such it will find, and has found, its way.“

„[Es ist] unmöglich, einen Fehler zu finden. Sie ist so lieblich und unprätentiös, so rein in der Absicht und so sanft im Ausdruck, dass die Kritik von aller Strenge entwaffnet ist und nichts als Gutes über sie sagen kann. Es ist Poesie für ein nüchternes, stilles, freundlich gesinntes christliches Herz. Es ist Poesie für einen vereinten Familienkreis in den Stunden des Friedens und der Muße. Für eine solche Gesellschaft wurde es geschaffen, und in eine solche wird es seinen Weg finden und hat ihn gefunden.“

Auch Griswold, 1852 ein anderer zeitgenössischer Beobachter, sah ihre künstlerischen Grenzen („her poetical vein seldom rose above the fanciful“), aber ihm gefiel Geschick, Witz und Heiterkeit, sowie eine hohe Fähigkeit Flora und Fauna eine menschliche Intelligenz zu verleihen. „No outdoor forms of life were too simple or too tiny forher to notice. She made things of nature think and speak as if they were real persons.“

## Werke (Auswahl)
- Poems. Hilliard, Gray, Little, and Wilkins, Boston 1832.
- Esther: A Scriptural Narrative. D. Appleton, New York City 1835
- Poems. 3 Bände. Hilliard, Gray & Co., Boston 1836
- The Golden Vase, a Gift for the Young. Benjamin J. Mussey, Boston 1843
- Gathered Leaves and Miscellaneous Papers. William J. Reynolds, Boston 1846
- New Poems. William J. Reynolds, Boston 1850
- The Diosma: a Perennial. Phillips, Sampson, & Co., Boston 1851
- The Youth's Coronal. D. Appleton, New York City 1851
- The Mother's Dream, and other Poems. Crosby, Nichols, & Co., Boston 1853
- Hymns and Other Poems for Children. William J. Reynolds & Co., Boston 1854
- Poems for Little Ones. Taggard & Thompson, Boston 1863